# Eurytoma rubribacca
Eurytoma rubribacca is een vliesvleugelig insect uit de familie Eurytomidae. De wetenschappelijke naam is voor het eerst geldig gepubliceerd in 1968 door Bugbee.